# جورج إي. هايد
جورج إي. هايد (بالإنجليزية: George E. Hyde)‏ هو عالم إنسان أمريكي، ولد في 1882، وتوفي في 1968.